# Andersen Viana
Andersen Viana (* 23. April 1962 in Belo Horizonte) ist ein brasilianischer Komponist.
Viana spielte zunächst Gitarre, bevor er Flötenunterricht bei seinem Vater Sebastião Viana, dem ehemaligen Assistenten Heitor Villa-Lobos’, hatte. Er studierte Komposition an der Universidade Federal de Minas Gerais und besuchte Kurse für Klavier bei Jacques Klein und Violine, Viola und Kammermusik bei Paulo Bosísio und Max Rostal. An der Reale Accademia Filarmonica di Bologna und der Accademia Chigiana di Siena besuchte er Filmmusikkurse u. a. von Ennio Morricone. Weitere Lehrer waren Luca Salvadori, Arthur Bosmans, Radamés Gnatalli und Oiliam Lana. Er unterrichtete vergleichende Musikgeschichte am Palacio das Artes in Belo Horizonte.
Vianas Tätigkeit als Instrumentalist wurde durch einen Autounfall 1998 beendet, bei dem seine rechte Hand schwer geschädigt wurde. Danach wandte er sich als Interpret der Computermusik zu. Sein Werkverzeichnis als Komponist umfasst weit über 315 Titel, darunter Stücke für Soloinstrumente, Kammermusik, Vokal- und Orchesterwerke und Stücke für Jazzensemble. Zudem komponierte er die Musiken zu ca. 20 Filmen. Seine Werke werden international aufgeführt und auf CD veröffentlicht (u. a. ein Doppelalbum mit Filmmusiken mit dem Russian State Symphony Cinema Orchestra unter seiner Leitung). Mehrfach erhielt er Auszeichnungen, darunter den ersten Preis beim Nationalen Kompositionswettbewerb in Rio de Janeiro 1984 und beim Funarte-Kompositionswettbewerb 2001, den Preis für den besten Soundtrack beim Filmfestival von Gramado 2001 sowie den Ersten Preis und den Publikumspreis beim Concours de Composition pour Orchestre d’Harmonie in Lambersart 2006.